# Wapen van Vorselaar

Wapen van Vorselaar

Het wapen van Vorselaar is het heraldisch wapen van de Antwerpse gemeente Vorselaar. Het wapen werd op 24 maart 1841, per koninklijk besluit, aan de gemeente verleend. Op 12 maart 1996 kreeg de gemeente, ditmaal per ministerieel besluit, een gewijzigde omschrijving toegekend. Het wapen zelf is niet gewijzigd.

## Blazoeneringen
Door de tekstuele wijziging zijn er voor het wapen twee blazoeneringen. Die van het eerste wapen luidt als volgt:
Ecartelées au premier et au quatrième, d'or à un sanglier passant de sable, les lumières et les défenses de même; au seconde et tiers de sable à trois chevrons d'argent; l'écu timbré d'une couronne d'or, tenants: à dextre un sylvestre, et à senestre, une femme sauvage au naturel couvert & couronnés de lierre.
Vier perken, het eerste en het vierde van goud, met een zwart everzwyn voorbygaende, de oogen en slagtanden van dezelfde kleur, het tweede en het derde zwart met dry kepers van zilver den schild gedekt met eene gulden kroon, rustende: ter regter zyde op eenen boschgod en ter linker zyde op eene wilde naer het leven, bedekt en bekroond met veyl.
Het wapen is opgedeeld in vier kwartieren. Het eerste en vierde kwartier zijn beide van goud met daarop een lopend, zwart zwijn. Het tweede en derde kwartier zijn zwart van kleur met daarop drie zilveren, boven elkaar geplaatste kepers.
Op het schild is een ouderwetse gravenkroon geplaatst, deze gouden kroon bestaat uit een band met daarop vijftien parels, waarvan drie parels op twee anderen zijn geplaatst. Rechts van het schild (links voor de kijker) staat een wildeman; hij is naakt met alleen een krans van bladeren om zijn heupen. Op zijn rechterschouder houdt hij een bruine knots vast. Als schildhouder houdt hij met zijn linkerhand het schild vast. Aan de andere kant van het schild staat een wildevrouw, ook zij is, op een gordel van loof na, naakt. Zij houdt in haar linkerhand een stok vast, met de ander het schild.
Tweede wapen
Het tweede wapen kan als volgt omschreven worden:
Gevierendeeld 1. en 4. in goud een gaande ever van sabel 2. en 3. in sabel drie kepers van zilver. Het schild getopt met een kroon van goud met vijftien parels, waarvan drie verheven. Schildhouders: rechts een wildeman houdend een knots op de rechterschouder en links een wildevrouw houdend in de linkerhand een lange stok, beiden omgord en gekroond met klimopbladeren, alles van natuurlijke kleur. Het geheel op een grasgrond geplaatst.
Aan het oude schild is een hartschild toegevoegd. Dit is rood van kleur met daarop een zilveren keper en drie zilveren rozen. Hoewel de positionering niet is vermeld, staan er boven de keper twee rozen en er onder een. De kroon en de twee schildhouders worden niet langer in het wapen gevoerd.

## Geschiedenis
De schepenbank van Vorselaar is bekend sinds 1385, maar het oudste bekende zegel is van 1664. De beeltenis op dit zegel is onduidelijk. Beeltenissen op latere zegels zijn wel duidelijk. Op zegels uit 1707 en 1750 staat een Franse lelie. Mogelijk is dit een afgeleide van het wapen van de familie Van Rotselaar. Vanaf 1768, het jaar dat de heerlijkheid verheven werd tot graafschap, toont het zegel het wapen van de familie Van de Werve. Dit zegel is ook het Sigillum comitatus de Vorsselaer, het zegel van het graafschap Vorselaar. Dit zegel is gelijk aan het wapen dat de gemeente Vorselaar sinds 1841 gebruikt.

## Verwante wapens
De volgende wapens zijn op historische gronden te vergelijken met het wapen van Vorselaar:

Het wapen van Kasterlee, met linksboven het kwartier voor Lichtaart
Het wapen van Schilde
Het wapen van Antwerpen, net als het eerste wapen een wildeman en -vrouw als schildhouders